# Malmska valen

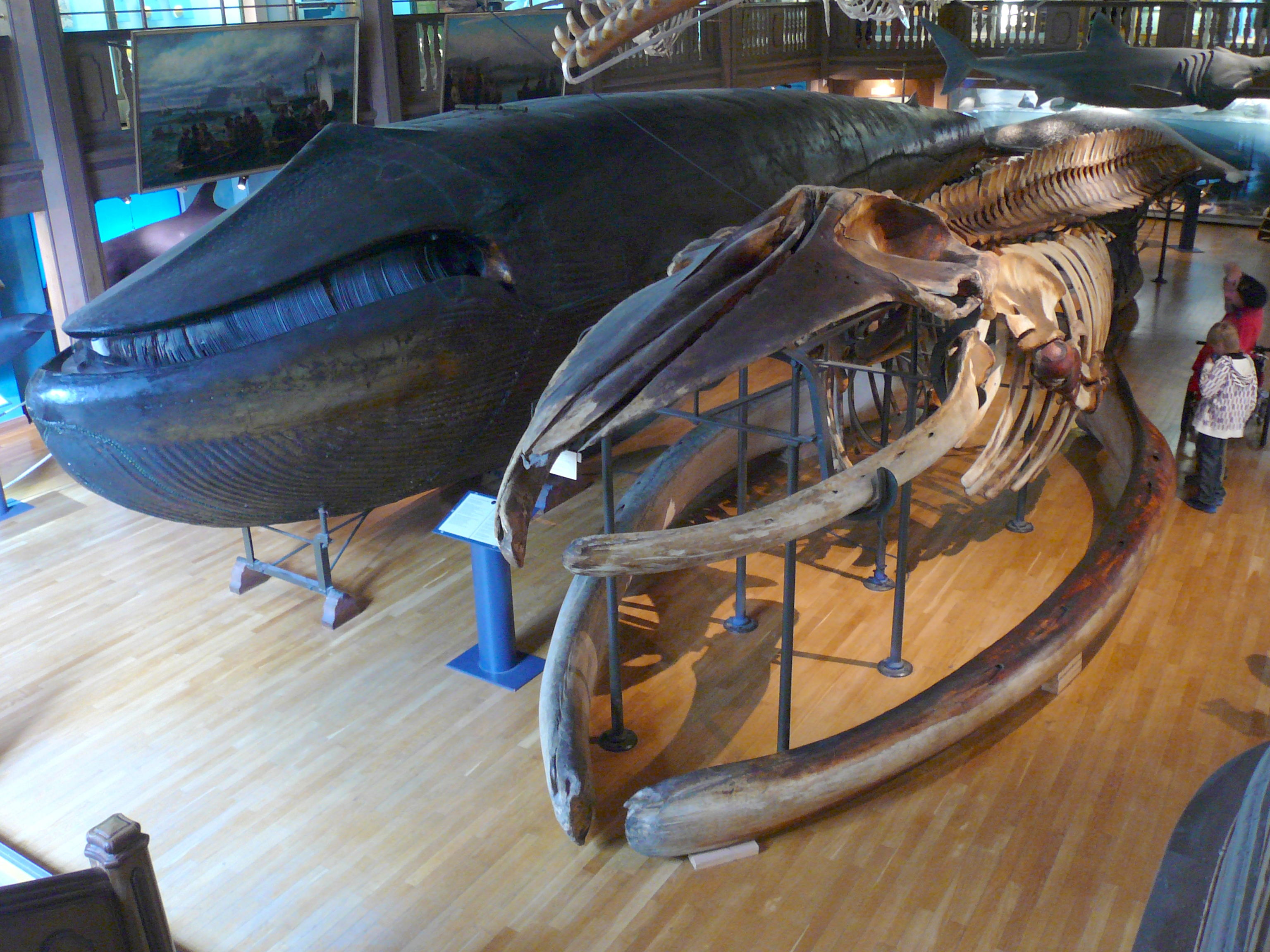
Malmska valen och dess skelett.

Malmska valen är världens enda uppstoppade blåval, sedan 1918 utställd på Göteborgs Naturhistoriska museum.

## Historik

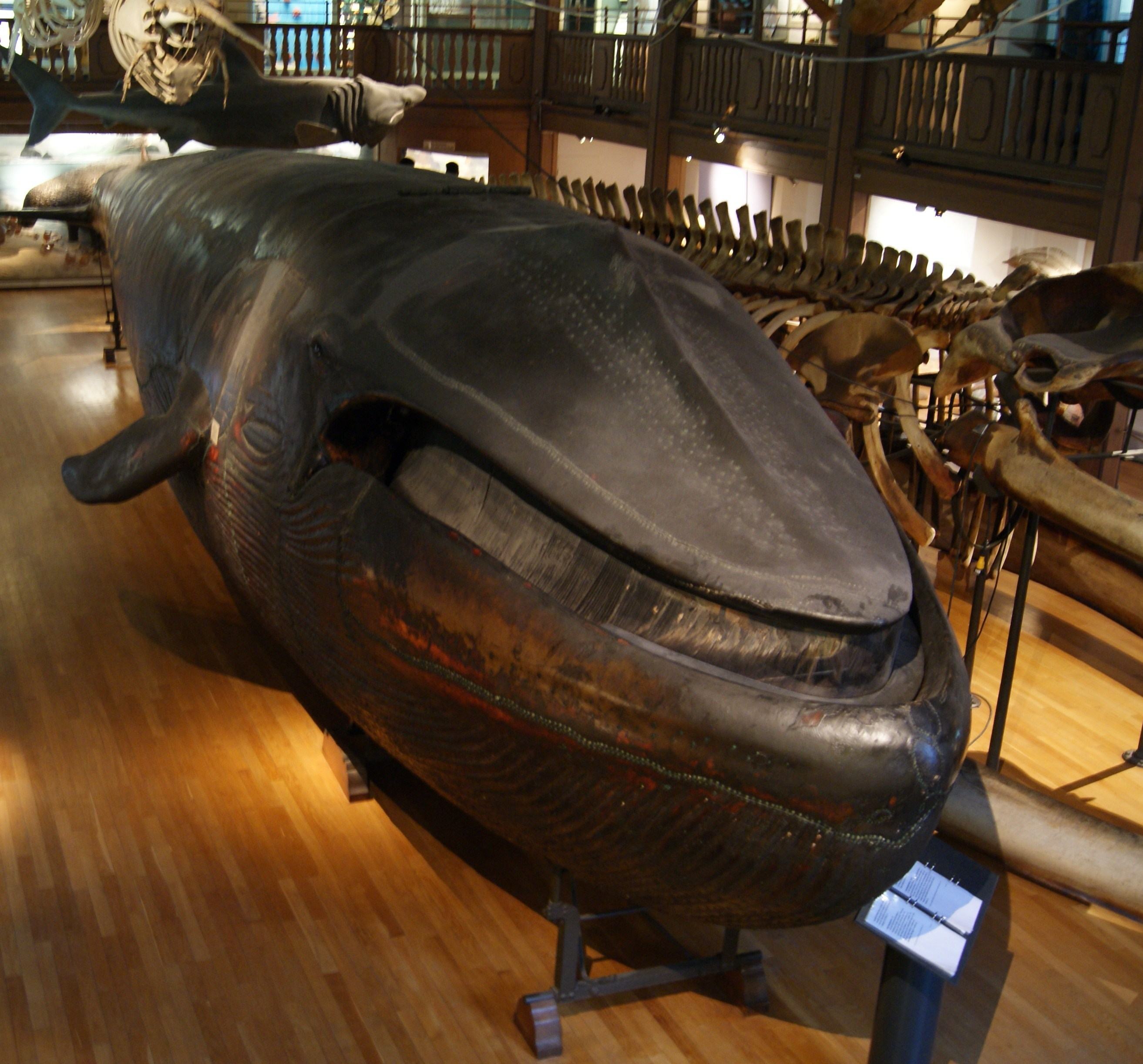
Malmska valen (2011).

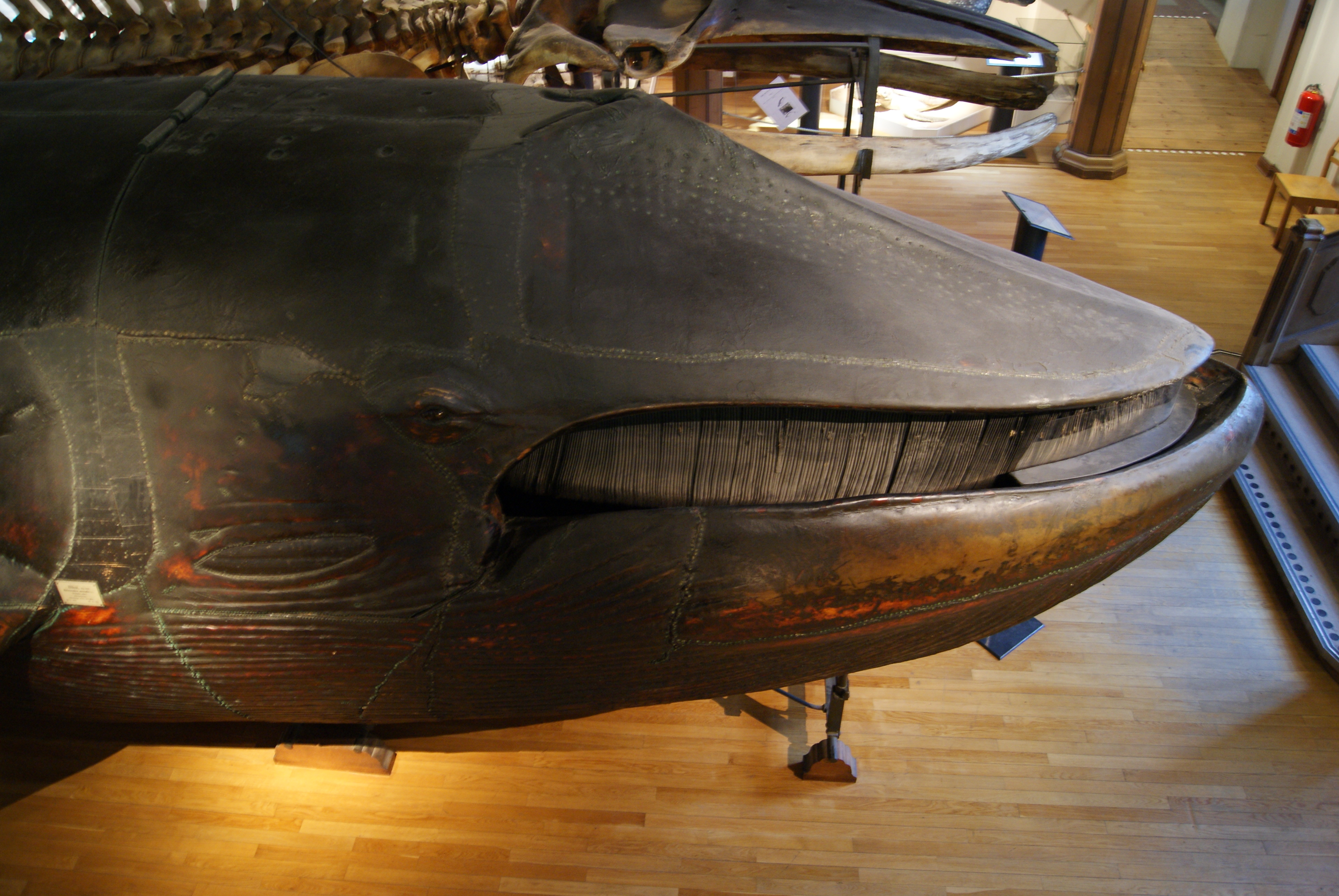
Närbild på valens huvud (2011).

Den Malmska valen är en ung blåvalshanne (knappt halvvuxen), som strandade i Askimsviken, vid Näset sydväst om Göteborg den 29 oktober 1865. Valen, som var över 16,41 meter lång och vägde 25 ton, hittades klockan nio på morgonen av de två fiskarna Carl Hansson och Olof Larsson från Backa i dåvarande Västra Frölunda socken. De begav sig till Näset, hämtade sin båt och rodde ut till valen. Där stack de valen i ena ögat med en kniv, fastsatt på en spristake, så att blodet forsade ut. Valens försök att komma loss fortsatte, trots att männen ytterligare sargade valen med yxor. De återkom på måndagsmorgonen med en lie som de stack i valens buk och nacke. Efter en massiv blodförlust dog valen vid 15-tiden samma dag. Folk hade nu strömmat till från både Askim och Göteborg, för att beskåda det märkliga djuret. Den 31 oktober gjorde August Wilhelm Malm, som var intendent på Göteborgs museums zoologiska avdelning, en första uppmätning av valen. Endast ryggen stack upp, cirka en fot över vattenytan. För närmare granskningar togs prover på blod, hud och muskelfibrer.
Direktör James Dickson köpte valen den 1 november för 1 500 riksdaler riksmynt och donerade den till Göteborgs Museum (Ostindiska huset), där Malm fick ta hand om den. Först trodde man att det var en helt ny art av val man funnit, och Malm döpte den efter sin fru Carolina till Balaenoptera carolinae. Snart förstod man dock att det var en ung blåvalshanne. 

### Transporten till Göteborg
Under torsdagen den 2 november 1865 försökte man förgäves få loss valen med hjälp av en ångslup från Lindholmens Mekaniska Verkstad. Med hjälp av pråmar sändes därefter två ångbåtar till platsen, och på kvällen lyckades man få valen av grundet. Man använde sig av en på pråmarna monterad sax av spiror, som var fasthållna med en lina från land, och hade samtidigt draghjälp från tre ångbåtar. Det låga vattenståndet under fredagen gjorde dock att valen inte var på flott vatten. Från Lindholmen kom en större ångare, och på lördagen låg valen helt flott. Därefter bogserades den vid 14-tiden med två pråmar till Lindholmens mekaniska verkstads upphalningsbädd via Saltholmen. Fler än hundra båtar slog följe.
Väl framme kunde Malm tillsammans med museets konservator A J Malmgren bearbeta valen. Under de första dagarna som valen anlänt till Lindholmen tog man betalt av åskådarna vilket inbringade 1 700 riksdaler riksmynt av de cirka 7 000 besökarna. Under utställningstiden i Göteborg besöktes valen av uppskattningsvis 20 000 personer.
Malm bjöd även på "valfrukost" då det serverades valkött stekt över en glödbädd. Utöver Malm deltog Viktor Rydberg, Aron Jonason och ytterligare en person.

### Arbetet med kroppen
Från huvud till stjärt togs valhuden av och fördes till museet. Skelettet behandlades och de inre delarna av valen undersöktes. Valen innehöll 3 400 kilo späck. Sprit för 1 000 riksdaler beställdes för att kunna konservera hjärta, lungor och andra inre organ. Efter att man hade flått kroppen, styckades den av "några kraftiga slaktardrängar". En träställning byggdes i tre delar, som skinnet nitades fast på. Man började mitt på buken, men det visade sig att skinnet inte räckte hela vägen runt. På den ena sidan kom fenan för högt och på andra sidan kom den för lågt. Malm blev förtvivlad, men den före detta sjömannen Malmgren, tidigare konservator på museet (1860—1903), gjorde därefter ett försök att träda på skinnet. Han fäste huden på båda sidorna, med början vid ryggens mittlinje, men fortfarande hade buken en 5 meter lång och 65 centimeter bred lucka. Men genom att det fanns en symmetri i den, kunde luckan fyllas ut med panelbräder. En lösning som är svår att upptäcka än idag.
Inuti valen inreddes en liten salong med bänkar och handtryckta tygtapeter. Ingången till salongen var genom valens gap som hade försetts med en gångjärnskonstruktion. Den brukade presenteras som "det enda däggdjur i världen med rörlig överkäke", och redan från början var det ordnat så att överkäken kunde hissas upp. Därigenom kunde man besöka det inre av valen, där väggarna var tapetserade i blått med guldstjärnor. Vissa vandringssägner och utsagor anger att valens innandöme någon gång också ska ha fungerat som ett litet kafé, där det bland annat serverades kaffe och punsch, men det finns inga tillförlitlig källor som styrker detta. Även om det vid några enstaka tillfällen kan ha serverats förfriskningar i salongen som en sorts PR.
I mars 1866 var valen färdigrekonstruerad. Sammanlagt kostade det 15 000 Riksdaler riksmynt att färdigställa djuret, pengar som ett antal kända Göteborgsfamiljer bidragit med.

### Malms testamente
Malm donerade sin andel av valen till Göteborgs Museum, mot att återfå de 15 000 riksdaler "som djurets framställning kostat," genom att skriva ett "Malms testamente till Göteborgs zool. zoot. Museum." Där kan man bland annat utläsa:
"Bland dessa vilkor ingår naturligtvis att samma Museum inom utsatt tid utbetalar den af mig utlaggda summa, som det lika lyckade som kolossala arbetet kostat; Bland vigtigare bestämmelser, som af mig i den öfverlemnade handlingen blifvdt gjorda, är den, att nämnda preparat, efter utställningarna i Göteborg och Stockholm, tvenne år skall förevisas i Europas största städer, såsom London och Paris m. fl., i hvilken sednare stad exemplaret skall öfvervara verldsexpositionen år 1867. Vidare skall expositionen af hvalen öfvervakas och ledas af en härför qvalificerad person, hvarjemte ock en af zoologer, tillhörande Göteborgs Kongl. Vetenskaps och Vitterhets-Samhälle, af mig föreslagen och af Musei Styrelse tillsatt kommitté skall öfvervaka det hela.
Han krävde också att få en tredjedel av de inkomster som genererades då valen visades i Göteborg och Stockholm samt övriga kontinenten.

### Utställningar

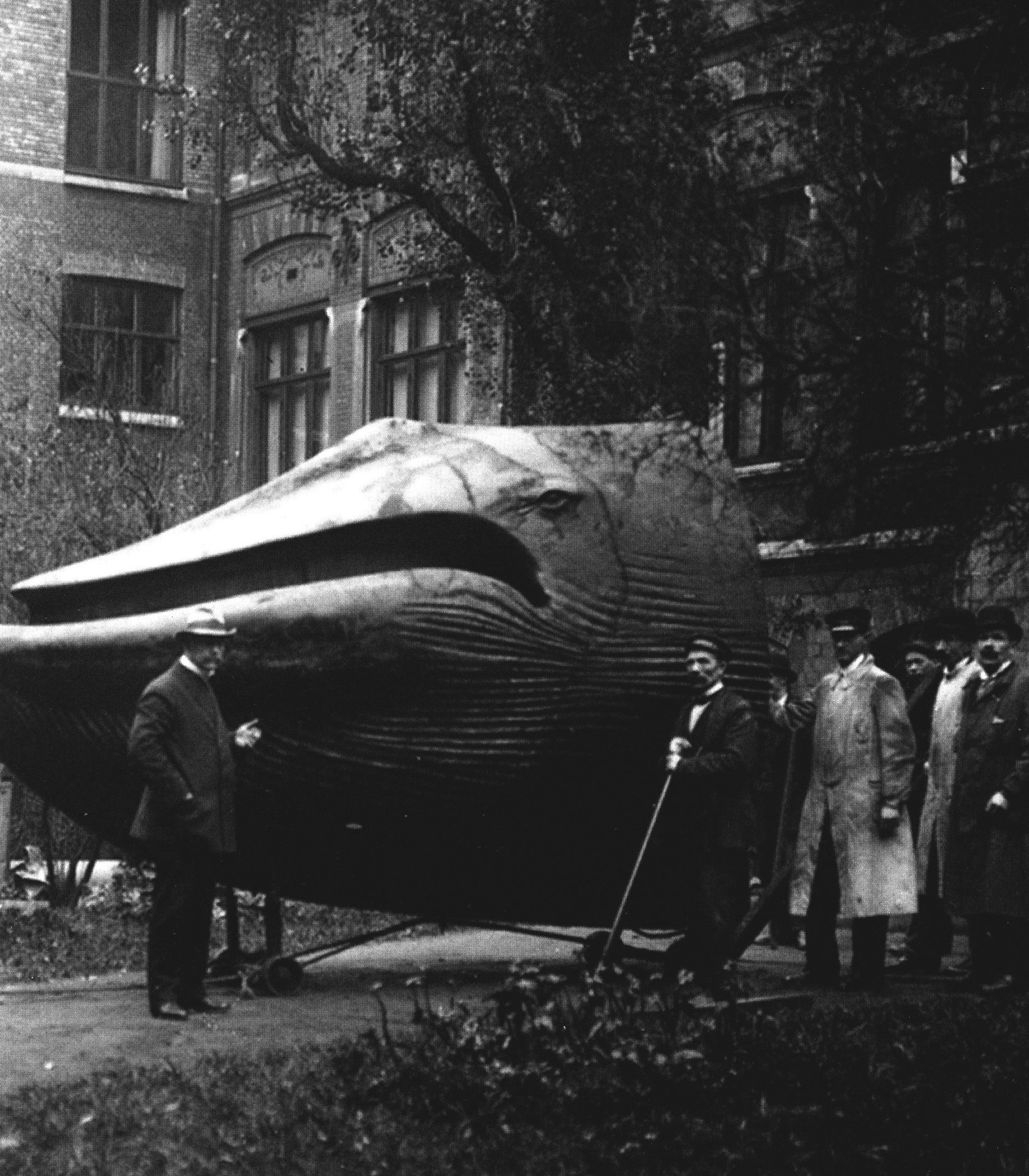
Malmska valen flyttas från Ostindiska huset till Slottsskogen 1918. Foto Elisabet Petersson.

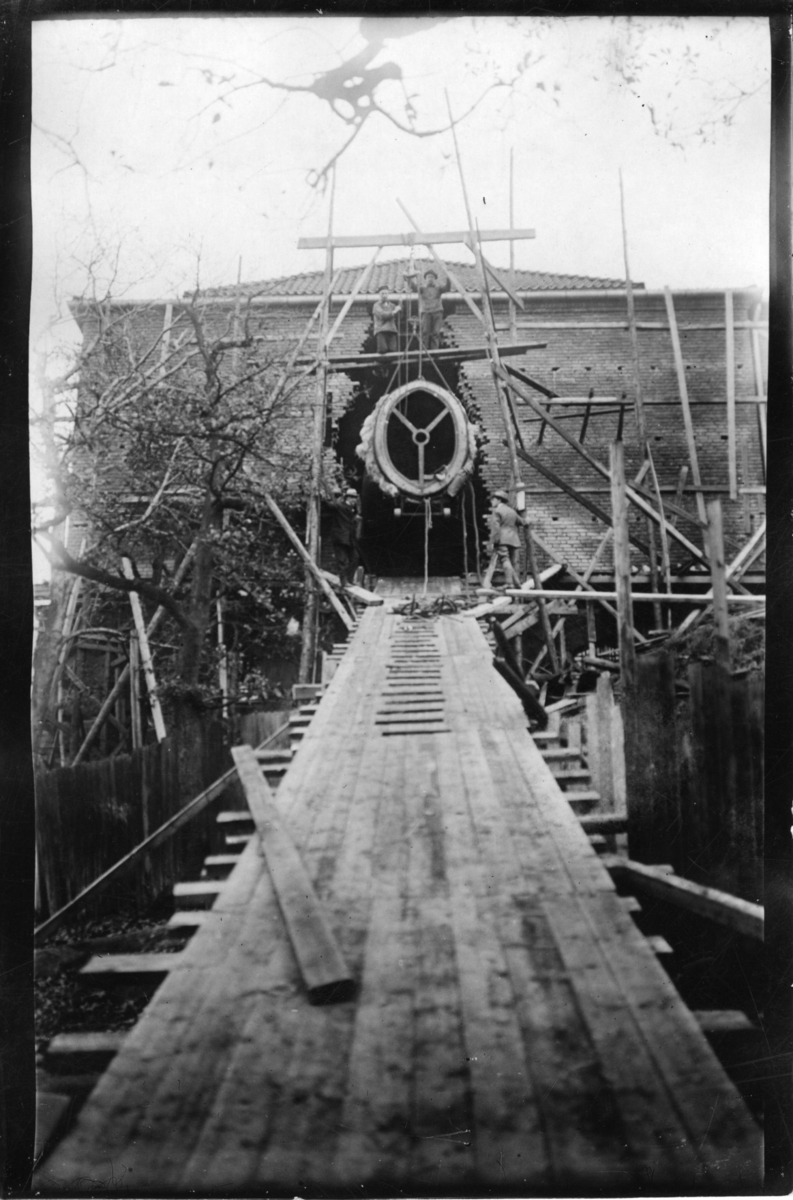
Valens intåg i Naturhistoriska museet, foto Elisabet Petersson.

I det då nyuppförda Tull- och Packhusets södra flygel visades den Malmska valen för första gången i början av maj 1866. Men "Den mekanism, som är avsedd att verkställa gapets öppnande och slutande, är ännu ej färdig", sade en notis. Men tillströmningen av intresserade var ändå enorm. Sexhundra besökare noterades första dagen, en söndag, trots att entréavgiften var 1 riksdaler riksmynt för vuxna och hälften för barn under 12 år. Avgifterna justerades efter 14 dagar med 50%.
Därefter reste man runt med valen till bland annat Industri-Expositionen, i Kungsträdgården i Stockholm på sommaren år 1866, då 36 482 besökare noterades fram till 14 augusti 1866. Lokalen utgjordes av "i ett för ändamålet uppfördt trähus invid Wahrendorfsgatan, helt nära intill Carl XIII:s torg". I lokalen fanns även tre tavlor som visade hur valen infångades och fördes till Göteborg samt "-- standar i de fyra nordiska ländernas färger, med namnsköldar, hvarå de förnämsta hvalkännare uppräknas, och med hr Malms eget, väl lyckade fotografiporträtt. Utmed väggarne löpa konsoler, hvarå de Göteborgs museum tillhöriga hvalpreparaterna äro utställda i glas och sprit, och bredvid den i hvalskinnet inbyggda hvalen sträcker sig det likaledes Göteborgs museum tillhöriga skelettet."
Därefter skulle en två år lång internationell turné inledas och som planerades att bland annat omfatta Köpenhamn, Hamburg, Berlin, Paris och London, men som av ekonomiska skäl fick avbrytas i förtid. För att möjliggöra transport av valen finns den ursprungliga vagnen med hjulaxlar fortfarande kvar. I Berlin gick dock Malms projekt i konkurs, valen beslagtogs och än en gång blev Dickson blev tvungen att köpa in valen en andra gång. Därefter forslades valen tillbaka till Göteborg.
Till jubileumsutställningen i Göteborg den 9 juli 1923 byggdes Naturhistoriska Museet i Slottsskogen, där den Malmska valen fick en stor specialbyggd sal. Transporten av valen (i tre sektioner) från Ostindiska huset till Slottsskogen skedde den 1 november 1918.
Efter att valen hade varit öppet i många år, stängdes munnen då det blivit ett tillhåll för älskande par och då ett speciellt par överraskades i en alltför intim situation. Först under Finska vinterkriget 1939, gjordes valens innandöme tillgängligt för besökare igen. Entréavgiften gick då oavkortat till hjälp åt Finland. Sedan hålls den öppen året därpå, vid 75-årsjubileet och 1955 vid 90-årsjubileet. I samband med valens 100-årsjubileum 1965 öppnas gapet än en gång för besökare.
En återkommande fråga som ofta omskrevs i tidningarna var stanken från valen, och dess ruttnade valfett. Så till jubileet 1965 tvättade man valen med stora mängder terpentin för att få bort oljan ur skinnet, vilket minskade lukten avsevärt.
Idag är valen bara öppen för besökare vid speciella tillfällen, som exempelvis valdagen och vid museets julbasar.

## Hvalvisan
"-- en bonddräng och två pojkar" från Askimstrakten, författade en Hvalvisa som blev populär (första och andra versen, av tio):
Vid södra udden af Frölunda,
en söndagsmorgon helt tidigt,
en havets son utaf största slag
fann i sin väg något vidrigt;
ty bäst han gick att den strand beskåda,
han glömde af sig och kom i våda
på sandig grund.
Väl satte han full maschin i gång,
så skummet yrde vid stranden,
men glömde svänga den kroppen lång
och styrde rakt emot landet.
På svenska bankar han kastar ankar
och frustar väldigt, men fåfängt bankar
med stjert sin bädd.